# Joseph Joachim
Joseph Joachim (n. 28 iunie 1831, Kittsee⁠(d), Burgenland, Austria – d. 15 august 1907, Berlin, Imperiul German) a fost un violonist, compozitor, dirijor și pedagog maghiar. Un colaborator apropiat al lui Johannes Brahms, este considerat unul dintre cei mai importanți violoniști ai secolului al XIX-lea.

## Biografie

### Origine

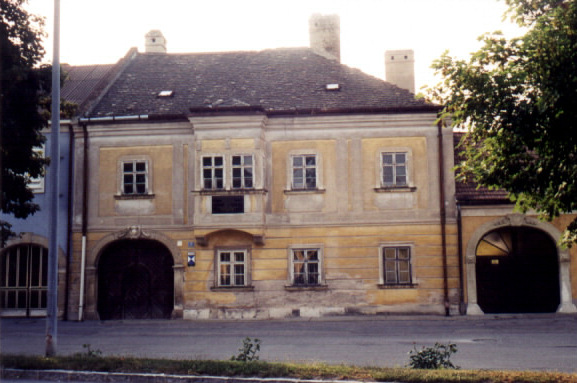
Casa memorială Joseph Joachim din Köpcsény

Joseph Joachim s-a născut în Kittsee (sau Köpcsény), în apropiere de Bratislava și Eisenstadt, în ceea ce este astăzi regiunea Burgenland din Austria. A fost al șaptelea din opt copii ai lui Julius, un negustor de lână, și al Fanny Joachim, care erau maghiari de origine evreiască. Copilăria sa a fost petrecută membru al Kehilla din Köpcsény (comunitatea evreiască), una dintre cele mai importante Siebengemeinden ale Ungariei (Șapte comunități), sub protectoratul familiei Esterházy. A fost văr primar al Fanny Wittgenstein, mama lui Karl Wittgenstein și bunica filozofului Ludwig Wittgenstein și al pianistului Paul Wittgenstein.

### Începutul carierei
În 1833 familia sa s-a mutat în Pesta unde Joachim a studiat vioara sub îndrumarea lui Stanisław Serwaczyński, maestrul de concert al operei din Pesta. În 1839 Joachim și-a continuat studiile la Conservatorul din Viena (puțin sub îndrumarea lui Miska Hauser, Georg Hellmesberger, Sr și în cele din urmă - și cel mai important - sub Joseph Böhm). A fost primit de verișoara sa Fanny Wittgenstein pentru a trăi și studia în Leipzig, unde a devenit protejatul lui Felix Mendelssohn. În interpretarea sa de debut cu Leipzig Gewandhaus a interpretat Fantezia Ottelo a lui Heinrich Wilhelm Ernst. Interpretarea lui Joachim în 1844 (la vârsta de 12 ani) a Concertului pentru vioară a lui Ludwig van Beethoven la Londra (sub bagheta lui Mendelssohn) a fost un triumf și a ajutat la intrarea lucării în repertoriul standard. Joachim a rămas un favorit al publicului englez până la sfârșitul vieții sale.

### Maturitatea

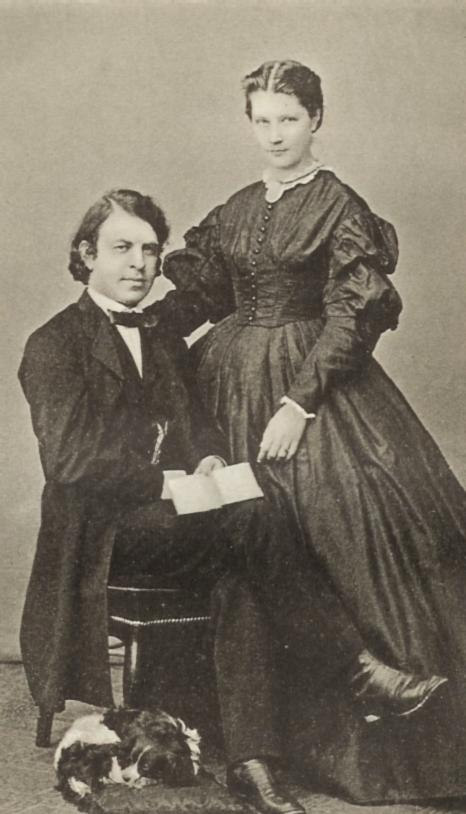
Joseph şi Amalie Joachim

După moartea lui Mendelssohn în 1847 Joachim a mai rămas puțin în Leipzig, predând la Conservator și interpretând în orchestra Gewandhaus împreună cu Ferdinand David. În 1848 Franz Liszt s-a mutat în Weimar determinat pentru a restaura reputația oralului de "Atena Germaniei". Aici a adunat un cerc de tineri discipoli avantgardiști care erau opozanți ai cercului conservaționist din Leipzig. Joachim a fost unul dintre aceștia. A fost maestrul de concert al lui Liszt și pentru câțiva ani a îmbrățișat cu entuziasm ceea ce el numea "psihologie muzicală". În 1852 Joachim s-a mutat la Hanovra unde șederea sa a fost cea mai prolifică perioadă a sa pentru compoziție. În această perioadă a interpretat frecvent împreună cu Clara Schumann și cu Brahms, atât în public cât și în privat. 
Pe 10 mai 1863 Joachim s-a căsătorit cu contraaltista Amalie Schneeweiss (cu numele de scenă Amalie Weiss) (1839-1899). Amalie a renunțat la cariera ei promițătoare de cântăreață de operă și a dat naștere la șase copii. În 1865 Joachim a ieșit cu protest din serviciului Regelui din Hanovra când administratorul operei a refuzat să promoveze unul dintre instrumentiștii orchestrei (Jakob Grün) deoarece era evreu. În 1866 Joachim s-a mutat la Berlin unde a fost invitat să ajute la fondarea unui nou departament al Academiei Regale de Muzică. În Berlin a devenit directorul Hochschule für ausübende Tonkunst sau Liceul de Interpretare Muzicală.
Pe 10 aprilie 1868 Joachim și soția sa s-au alăturat prietenului lor Johannes Brahms pentru a sărbători unul dintre cele mai mari triumfuri ale lui Brahms, prima interpretare completă a Recviemului german la catedrala din Bremen. Joachim a interpretat lucrarea Abendlied a lui Schumann. A fost o ocazie glorioasă în care au fost invitați în jur de 100 de prieteni ai lui Brahms, inclusiv soții Joachim, Clara Schumann și Max Bruch.
În 1869 a fost fondat cvartetul de coarde Joachim, care a devenit în curând unul dintre cele mai bune cvartete de coarde din Europa. Ceilalți membri din cvartet erau Karel Halíř (vioara a doua), Emanuel Wirth (violă) și Robert Hausmann (violoncel).

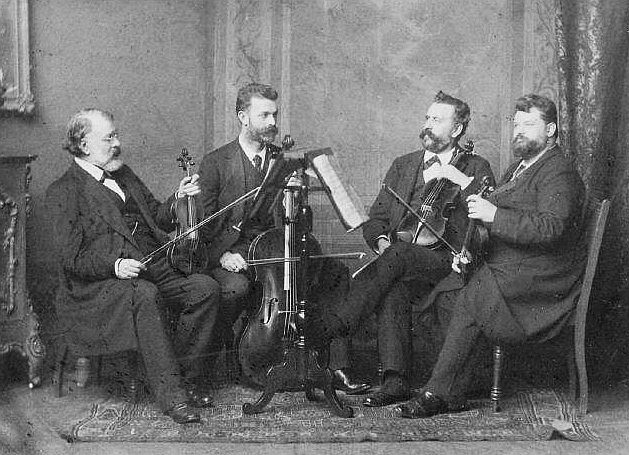
Cvartetul Joachim

În 1884 Joseph Joachim și soția sa s-au despărțit după ce el a devenit convins că ea are o relație cu publicistul Fritz Simrock. Brahms, convins că suspiciunile lui Joseph erau nefondate, a scris o scrisoare simpatizantă către Amalie pe care ea a folosit-o ca dovadă la divorțul intentat de Joseph. Aceasta a dus la o răcire a relației dintre el și Brahms care nu a fost refăcută decât câțiva ani mai târziu când Brahms a compus Concertul dublu în La minor, Op. 102, ca o ofertă de pace pentru prietenul său vechi. Lucrarea a fost co-dedicată primilor interpreți, Joseph Joaquim și Robert Haussmann.
În 16 aprilie 1889, în Anglia, lui Joachim i s-a oferit o vioară Stradivarius și un arcuș Tourte. La sfârșitul anului 1895 atât Brahms cât și Joachim au fost prezenți la inaugurarea Tonhalle din Zurich, Elveția; Brahms a dirijat iar Joachim a fost dirijor asistent. Dar în aprilie, doi ani mai târziu, Joachim și-a pierdut cel mai bun prieten când Brahms a murit în Viena la vârsta de 64 de ani. La Meiningen, în luna decembrie, Joachim a susținut un discurs la dezvelirea unei statui a lui Brahms.
În 1899 Joachim a fost invitat să devină președintele noului fondat Club de Muzică din Oxford și Cambridge din Londra. A rămas președintele clubului până la sfârșitul vieții sale.
În Berlin, pe 17 august 1903, Joachim a înregistrat pentru The Gramophone & Typewriter Ltd (G&T) ceea ce rămâne o sursă de informație valoroasă și fascinantă pentru audiția stilului de interpretare la vioară din secolul al XIX-lea. Joachim este primul violonist de renume care să înregistreze.
Portretul lui Joachim a fost pictat de două ori de Philip de László. Un portret al lui Joachim a fost pictat de John Singer Sargent și i-a fost prezentat la "Jubileul de Diamant" de la Londra din 1904 pentru a comemora 60 de ani de la debutul său londonez. A avut loc un mare concert în Berlin unde atât actuali cât și foști elevi ai lui Joachim au interpretat sub bagheta lui Fritz Steinbach. Cel mai mare moment de sărbătorire a venit când Joachim, fără cea mai mică ezitare, a răspuns cererii spontane de a interpreta Concertul pentru vioară în Re major al lui Beethoven.
Joachim a rămas în Berlin până la moartea sa în 1907, la vârsta de 76 de ani.

## Repertoriu

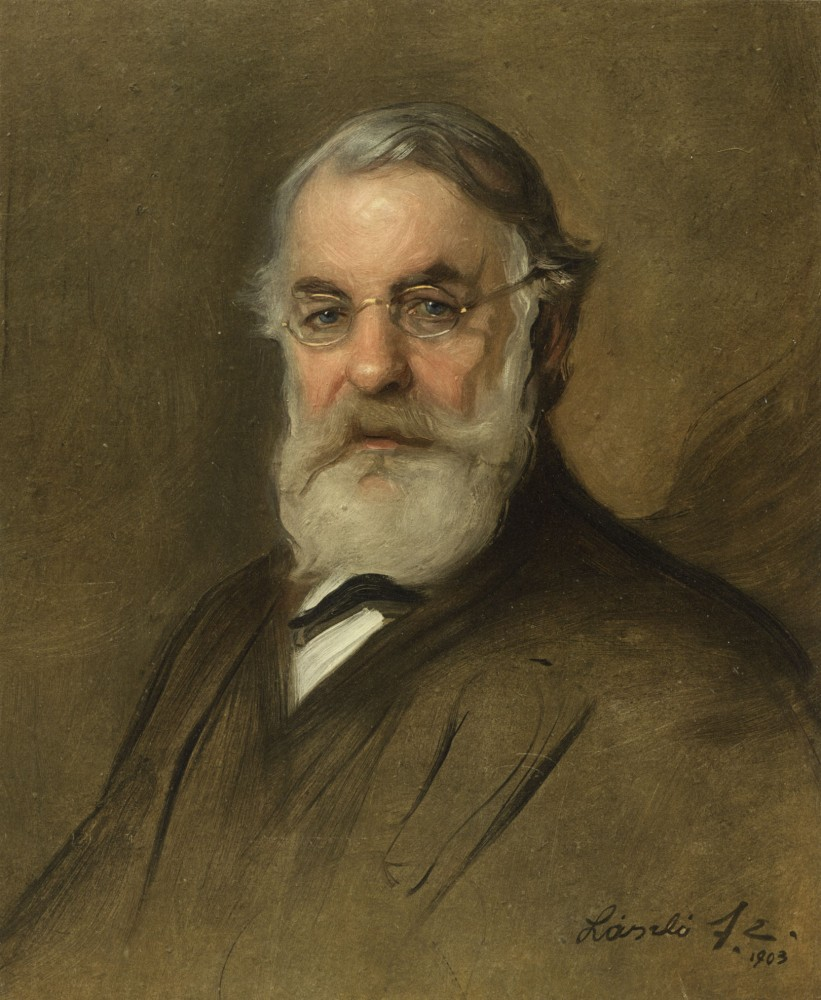
Joseph Joachim pictat de Philip de László (1903)

Printre cele mai importante realizări ale lui Joachim se numără revitalizarea Sonatelor și partitelor pentru vioară solo BWV 1001-1006 ale lui Bach și în special a Concertului pentru vioară în Re major, Op. 61 al lui Beethoven. Joachim a fost al doilea violonist care să interpreteze Concertul pentru vioară în Mi minor al lui Mendelssohn, pe care l-a studiat împreună cu compozitorul. Joachim a jucat un rol important în cariera lui Brahms, dirijând premiera engleză a Simfoniei Nr. 1 în Do minor al lui Brahms.
Un număr dintre colegii compozitori ai lui Joachim, inclusiv Robert Schumann, Brahms, Max Bruch și Antonín Dvořák au compus concerte cu Joachim în minte, multe dintre ele intrând în repertoriul standard. Cu toate acestea repertoriul solo al lui Joachim a rămas în mare parte redus. În ciuda prieteniei sale cu Brahms, Joachim a interpretat Concertul pentru vioară în Re major doar de șase ori în cariera sa. Nu a interpretat niciodată Concertul pentru vioară în Re minor al lui Schumann, deși Schumann l-a compus special pentru Joachim și nici Concertul pentru vioară în La minor al lui Dvořák. Cea mai neobișnuită lucrare compusă pentru Joachim este Sonata F-A-E, o colaborare între Schumann, Brahms și Albert Dietrich, bazată pe inițialele motto-ului lui Joachim, Frei aber Einsam (Liber dar singur). Deși sonata este rar interpretată integral, a treia parte, Scherzo în Do minor, compusă de Brahms, este interpretată destul de frecvent astăzi.

## Compoziții
Compozițiile proprii ale lui Joachim sunt mai puțin cunoscute. Are o reputație de compozitor cu un catalog de compoziții redus dar distinctiv. Printre compozițiile sale se numără diferite lucrări pentru vioară (inclusiv trei concerte) și uverturi la lucrările lui William Shakespeare Hamlet și Henric al IV-lea. A compus cadențe pentru concertele altor compozitori (inclusiv concertele lui Beethoven și Brahms). Cea mai cunoscută lucrare a sa este Concertul maghiar (Concertul pentru vioară nr. 2 în Re minor, Op. 11).

### Lista de compoziții
- Opus 1: Andantino și Allegro scherzoso pentru vioară și pian (1848), dedicat lui Joseph Böhm
- Opus 2: Trei piese (circa 1848-1852), Romanze, Fantasiestück și Eine Frühlingsfantasie pentru vioară sau violă și pian
- Opus 3: Concert pentru vioară într-o parte în Sol minor (1851), dedicat lui Franz Liszt
- Opus 4: Uvertura Hamlet (1853)
- Opus 5: Trei piese pentru vioară și pian, Lindenrauschen, Abendglocken și Ballade, dedicată lui Gisela von Arnim
- Opus 6: Uvertura Demetrius, dedicată lui Franz Liszt
- Opus 7: Uvertura Henric al IV-lea (1854)
- Opus 8: Uvertură la o comedie de Gozzi (1854)
- Opus 9: Melodii evreiești pentru violă și pian
- Opus 10: Variațiuni pe temă originală pentru violă și pian (1855)
- Opus 11: Concertul pentru vioară nr. 2 în Re minor, "în stil maghiar" (1853?)
- Opus 12: Nocturnă pentru vioară și orchestră în La major (1858)
- Opus 13: Uvertura elegiacă "în memoria lui Heinrich von Kleist" (circa 1869)
- Opus 14: Szene der Marfa din drama neterminată a lui Friedrich Schiller, Demetrius (circa 1869)
- Ich hab' im Traum geweinet pentru voce și pian (1854)
- Concertul pentru vioară nr. 3 în Sol major (1875)
- Scenă din Demetrius de Schiller (1878)
- Ploaie, ploaie și soare (1880)
- Melodrama zu einer Schillergedenkfeier (nepublicată)
- Uvertură în Do major (Konzertouvertüre zum Geburtstag des Kaisers) (1896)
- Două marșuri pentru orchestră
- Andantino în La minor pentru vioară și orchestră (de asemenea pentru vioară și pian)
- Romanță în Si bemol major pentru vioară și orchestră
- Romanță în Do major pentru vioară și orchestră
- Variationen über ein irisches Elfenlied pentru pian
- Variațiuni pentru vioară și orchestră în Mi minor (circa 1879), dedicat lui Pablo Sarasate